# Leptospermum divaricatum
Leptospermum divaricatum är en myrtenväxtart som beskrevs av Johannes Conrad Schauer. Leptospermum divaricatum ingår i släktet Leptospermum och familjen myrtenväxter.
Artens utbredningsområde är New South Wales. Inga underarter finns listade i Catalogue of Life.